# 이종락
이종락(李鐘洛, 李鍾洛, 1907년~1940년)은 평안북도 의주군(義州郡) 출신으로 만주에서 공산계열 항일활동을 하다 일경에 체포되어 징역형을 받은 후 변절했다. 북한 김일성의 청소년 시절 상관으로 출옥 후 일경의 김일성 귀순공작에 중재자로 나섰다가 김일성의 상관 양정우(楊靖宇)에게 붙잡혀 총살 당했다.
본명은 이정락(李貞洛)이며, 이정락(李禎洛)이라 쓰기도 했다. 만주서 활동할 때 주로 쓴 이름은 이종락(李鍾洛)이나, 김해익(金海益), 최정삼(崔貞三) 등의 가명도 썼다.

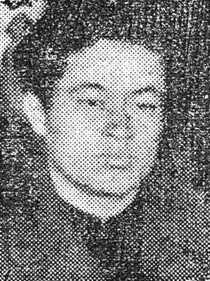
조선일보 1931.02.04일자 7면에 실린 체포된 이종락의 사진.

## 생애
이종락은 1907년 평북 의주군 비현면 원동(平北 義州郡 枇峴面 院洞)에서 출생했다.
만주로 가서 정의부(正義府)에 가입하였고, 정의부에서 운영하는 길림 화전현(樺甸縣)의 화성의숙(華成義塾)에서 1년간 군사교육을 받고 중국어를 전문연구하였다. 북한 김일성도 일시 화성의숙을 다닌 적이 있으므로 이것이 그가 이종락의 부하가 되는 계기가 된 것으로 보인다. 1929년 남만한인청년총동맹(南滿韓人靑年總同盟) 중앙집행위원이 되었다. 국민부(國民府) 산하 조선혁명군(朝鮮革命軍) 제9대장을 맡아 활동하다가 1930년 9월 국민부 내 청년공산주의자들과 함께 국민부를 탈퇴하여 12월에 조선혁명군 길강지휘부(朝鮮革命軍 吉江指揮部)를 조직하였다. 1931년 1월 일본 경찰에 체포되어 6년 징역형에 처해진다. 이로 인해 길강지휘부도 와해 위기에 처하게 되자 잔류 인원이 세화군(世火軍)이란 이름으로 부대를 재편한다. 이종락 부대의 부대원이었던 김일성도 세화군의 군정위원회(軍政委員會) 위원이었다고 기록에 나온다.
몇년뒤 출옥한 이종락은 김창영의 권고로 변절하여 김창영의 항일 빨치산 귀순작전에 협력하게 된다. 동북항일연군 소속 북한 김일성의 귀순협상에 중재인으로 나섰다가 김일성 부대에 들이닥친 항일연군 1로군 총사령 양정우(楊靖宇, 1905.2.13 ~1940.2.23)에 의해 1940년 1월 총살되었다.

### 연도별 행적
아래는 당시 기록에 나오는 이종락의 행적들이다.
- 1926년 정의부(正義府)에 가입하고 동부(同府)가 경영하는 길림 화성의숙(華成義塾)[8]에서 1년간 수학 후 중퇴[1]. 군사교육과 중국어를 전문연구함.[9]

- 1926년 6월 17일 : 이종락(李鍾洛) , 안석붕(安石朋) 양씨(兩氏)가 정의부(正義府)의 교통사무(交通事務)를 관장(管掌)함.[12]

- 1929년 : 국민부 산하 조선혁명군(朝鮮革命軍) 제9대장 안붕(安鵬)의 부관으로 있다 그 후임으로 제9대장이 됨.[7]

- 1929년 11월 2일 : 국민부 산하 단체 남만한인청년총동맹(南滿韓人靑年總同盟)의 수습대회(收拾大會)에서 이종락(李鍾洛)이 중앙간부로 선출됨.[13]

- 1930년 5월 13일 : 국민부 조선혁명군 제9대장 이종락이 작년 이래 이통현 고유수(伊通縣 孤楡樹)와 장춘현 카륜(長春縣 卡倫)을 근거지로 맹위를 떨친다고 함. 자금조달을 위해 만철연선(滿鐵沿線)의 조선인들에게 이종락 명의로 협박장을 보낸다고 함.[14]

- 1930년 6월 16일 : 조선 공산당 재건설 만주부 위원회(朝鮮 共産黨 再建設 滿洲部 委員會)에 적군군사위원회(赤軍軍事委員會)를 조직하고 군사위원(軍事委員)이 됨.[15]

- 1930년 6월 28일 : 국민부 수뇌부와 의견 상위로 조선혁명군 제9대장을 파면당하고, 최근 길림성 조선 공산당 재건설 만주부 위원회(朝鮮 共産黨 再建設 滿洲部 委員會)에 가담하여 모금에 나섰다가 장춘 경찰에 체포되어 신의주서(新義州署)로 인치(引致).[16][17] 이종락은 이때 체포되었다고 보도되었으나, 곧 풀려난 듯하다.

- 1930년 8월 8일 : 조선혁명군의 제5중대장으로 선임됨.[18]

- 1930년 8월 19일 : 국민부 탈퇴.[19]

- 1930년 9월 10일 : 동아혁명군(東亞革命軍) 수령(首領) 김광렬(金光烈, 1896 ~ ?) 보관됨 2021-10-28 - 웨이백 머신과 제휴(提携)하여 조선혁명군 길강지휘부(朝鮮革命軍 吉江指揮部) 조직하고, 이종락이 총지휘를 맡음.[20] 김일성도 말단 대원으로 참가. 조선혁명군 길강지휘부는 중국공산당 지도하에 중국 국민당(國民黨) 정부 타도, 국민부 박멸을 주요 목표로 했으며, 만주 적화가 부수 목표로 추가됐으며, 조선인들만으로 구성된 조직임에도 조선독립에 대해서는 아무 언급도 없다.

- 1930년 9월 : 중국공산당 가입. 구 재건설계 (舊 再建設系)[21][22][23]

- 1930년 11월 25일 : 조선혁명군(朝鮮革命軍) 길강지휘부(吉江指揮部)를 조선혁명군 사령부로 개칭함.[24]

- 1930년 12월 초 : 이종락의 부하(部下)가 정신(鄭信, 1898 ~ 1930)을 중동선(中東線) 카륜(卞倫)역 부근에서 암살(暗殺)함.[25]

- 1931년 1월 : 만주의 여러 민족주의 항일운동단체들이 통일하여 단일당을 만드려는 운동에 이종락 일파도 참여.[26]

- 1931년 1월 28일 이종락, 김광렬(金光烈), 박운석(朴雲碩), 장기명(張基明, 張小峰, 1906 ~ ?) 등 조선혁명군 사령부 주요 간부들이 체포되어 사령부 조직이 와해됨.[5][6][7][27][28][29]

당시 거주지 주소 : 요녕성 통화현 쾌대무자(遼寧省 通化縣 快大茂子)
- 1931년 4월 8일 이종락 등 9명, 신의주 검사국에 송국(送局)[30]
- 이후 조선혁명군 사령부는 세화군(世火軍), 동방혁명군(東方革命軍) 등으로 이름을 바꾸어 재조직하나 내분으로 지리멸렬하다 1931년 11월 간부 최창걸(崔昌傑)이 피살된 후 소멸.[10] 김성주(金成柱, 김일성)도 세화군의 군정위원회(軍政委員會) 위원이었다고 기록에 나온다.

- 김일성도 조선혁명군 길강지휘부 및 조선혁명군 사령부 소속원이었다.[31] 아래 김일성(金一成) 체포 기사의 조선○○군(朝鮮○○軍)도 이종락 지휘하의 조선혁명군(사령부)을 말하는 것이다.

동아일보 1931년 3월 26일 : 朝鮮○○軍(조선○○군) 男女三名(남녀삼명) 被捉(피착) : 김일성(金一成), 최득영(崔得永), 류봉화(女子)

동아일보 1931년 5월 4일 : 李鐘洛 部下(이종락 부하) 三名(삼명)이 被逮(피체). 김일성(金一成), 최득영(崔得永), 류봉화(劉鳳和) 등 3명은 3월 26일 체포된 후 취조 끝에 이때 길림성 정부로 호송된 것임.
- 1931년 4월 8일 : 신의주서(新義州署)가 체포된 이종락 등에 대한 수사를 완료하고 신의주 검사국(檢事局)에 송치.[35][36]

- 1932년 5월 3일 : 이종락, 김광렬, 박운석 등 3인에 대한 신의주지방법원의 예심이 종결되고 같은 법원 합의공판부로 넘어감. 장기명(張基明, 張小峰) 등은 불기소됨.[37][38][39]

- 1932년 12월 14일 : 신의주지방법원 법정에서 이종락, 김광렬이 7년, 박운석은 5년 징역 구형을 받음.[40][41]

- 1932년 12월 21일 : 신의주지방법원에서 1심 판결[42]

- 1933년 8월 24일 : 평양복심법원에서 2심 판결 - 이정락(이종락)은 6년[42], 김영순(김광렬), 박경순(박운석)은 5년 징역형 확정

- 1935년 6월 28일 : 박경순(박운석)이 가출옥함.[43] 같은 형량의 김영순(김광렬)은 가출옥 일자가 없으므로 형기만료까지 복역한 것으로 보임.[44]

- 1936년 7월 4일 : 이종락이 신의주 형무소에서 가출옥(假出獄) 함. 6년 징역형을 선고받았으나 5년 6개월가량 복역.[42][45][1][2]

- 이후 만주국 협화회(滿洲國 協和會)에 들어가 공산비(共産匪)의 귀순을 위한 공작에 참가.[1][2]

- 1938년 8월 : 중국으로 건너가 북경(北京)에 거주했으나 일정한 직업이 없고, 언동으로 봐서 여전히 민족주의를 갖고 있는 듯하다고 함.[1][2]

당시 거주지 주소 : 북경(北京) 선무문외(宣武門外) 북반절 호동(北半截 胡同) 17호
- 1939 ~ 1940년 1월 : 다시 만주로 와서 일만군경(日滿軍警)에 협력하게 된다. 북한 김일성의 삼촌 김형권의 동료로 징역형을 살고 나온 박차석(朴且石)과 함께 왕년의 부하였던 동북항일연군 제1로군 제2방면군장 김일성 귀순 공작에 중재인으로 나선다. 김일성은 귀순에 상당한 관심을 보였지만 귀순 후의 안전보장을 위해 까다로운 조건들을 내걸어 협상이 지연된다. 이종락은 1940년 1월 중순 협상차 김일성 부대에 들어갔다가 김일성의 상관인 동북항일연군 1로군 총사령 양정우(楊靖宇)에게 보고가 들어가서 부하를 끌고 들이닥친 양정우에게 붙잡혀 사살당한다. 이종락이 죽은 때는 만선일보 기사에 의하면 1939년 가을이나[48], 김일성 귀순공작을 주도한 김창영(金昌永, 1890-1967)의 1949년 4월 반민특위 법정 증언에 의하면 1940년 1월이다.[11] 신문기사보다는 김창영의 법정 증언이 더 정확할 것으로 보인다.  양정우 본인도 한 달 여 뒤 2월 23일 전사한다.[49]

### 관련 기록 이미지

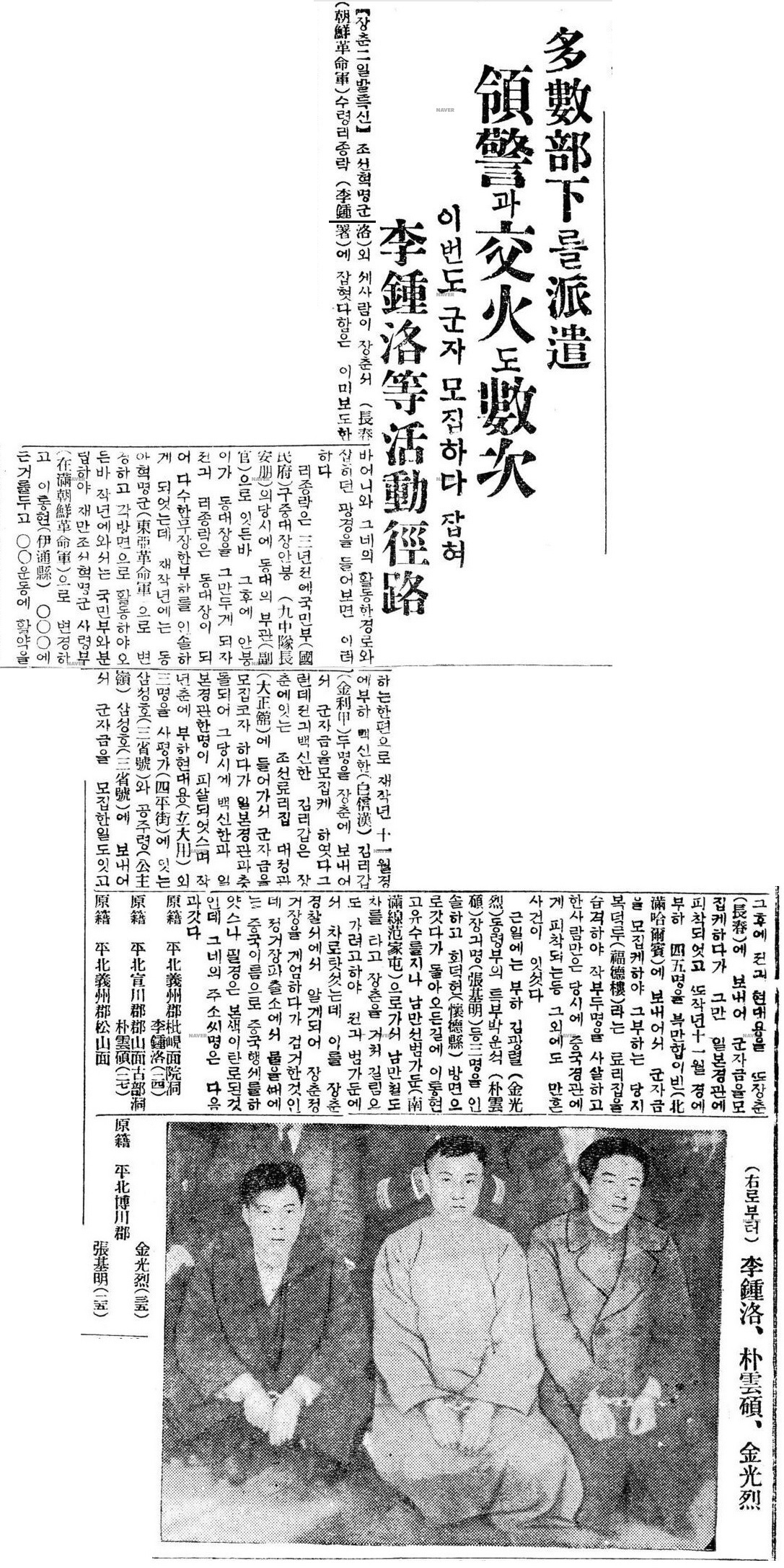
1931-02-03 동아일보 2면에 실린 체포된 이종락(李鐘洛)의 사진. 오른 쪽으로부터 김일성의 상관이었던 이종락, 박운석(朴雲碩), 김광렬(金光烈, 1896 ~ ?)
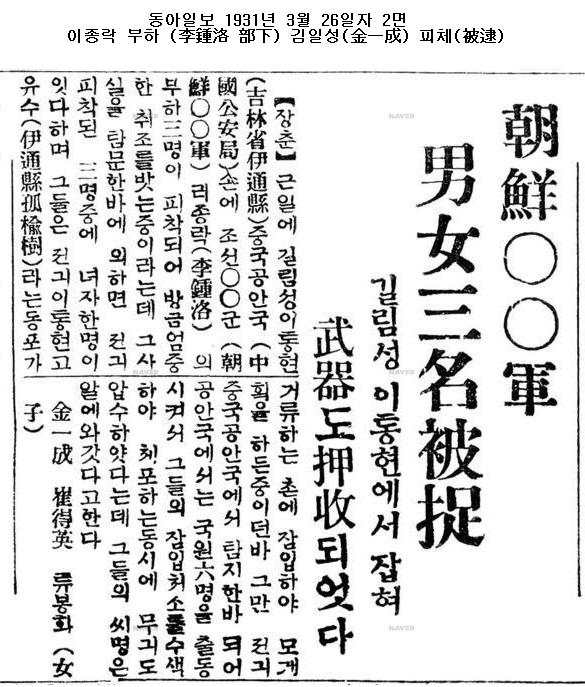
1930년 3월 14일 동성조선인농민총동맹(東省朝鮮人農民總同盟)의 무송(撫松)·안도(安圖) 지방을 담당할 지부동맹조직위원으로 김성주(金成柱)가 선임됨 : 길림(吉林) 주재 일본 총영사(總領事)가 1930-06-25 일자로 외무대신에게 올린 보고서.
- 장춘 영사의 1930년 5월 13일자 외무대신앞 보고서 : 국민부 조선혁명군 제9대장 이종락이 작년 이래 이통현 고유수와 장춘현 카륜을 근거지로 맹위를 떨친다고 함. 만철연선의 조선인들에게 자금조달을 위해 이종락 명의로 협박장을 보낸다고 함.
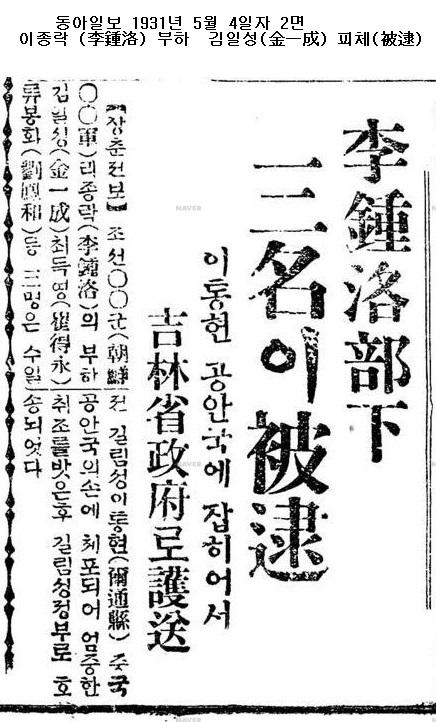
길림(吉林) 주재 일본 총영사(總領事)가 작성한 1930년 6월 21일자 외무대신앞 보고서 :  이종락(李鍾洛)이 조선공산당 재건설 만주부(朝鮮共産黨再建設滿洲部)의 적군군사위원회(赤軍々事委員會)  군사위원(軍事委員)이 되었다는 내용.
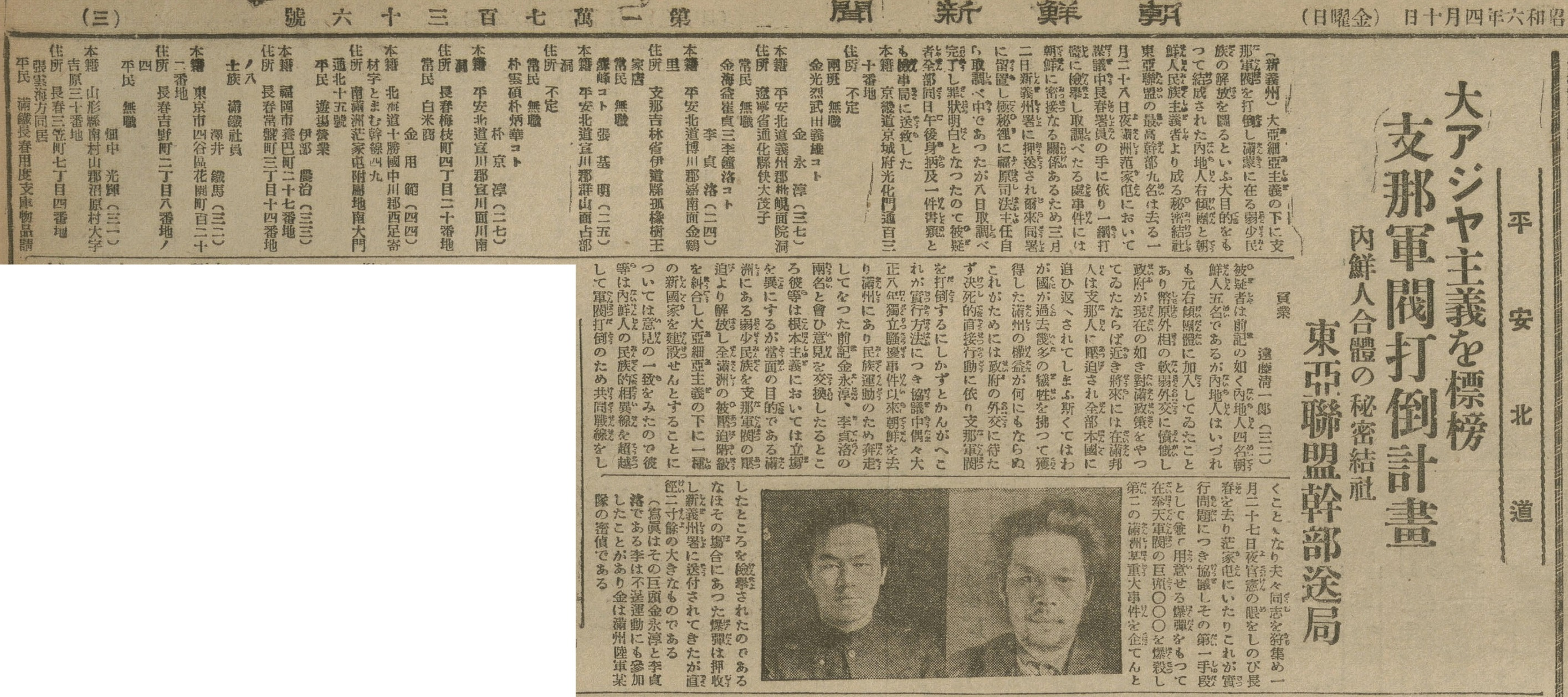
조선혁명군(朝鮮革命軍) 제9대장(第九隊長) 이종락(李鐘洛)이 중국공산당 지도하에 국민부(國民府)를 타도할 계획 : 길림(吉林) 주재 일본 총영사가 작성한 1930년 8월 18일자 외무대신앞 보고서.
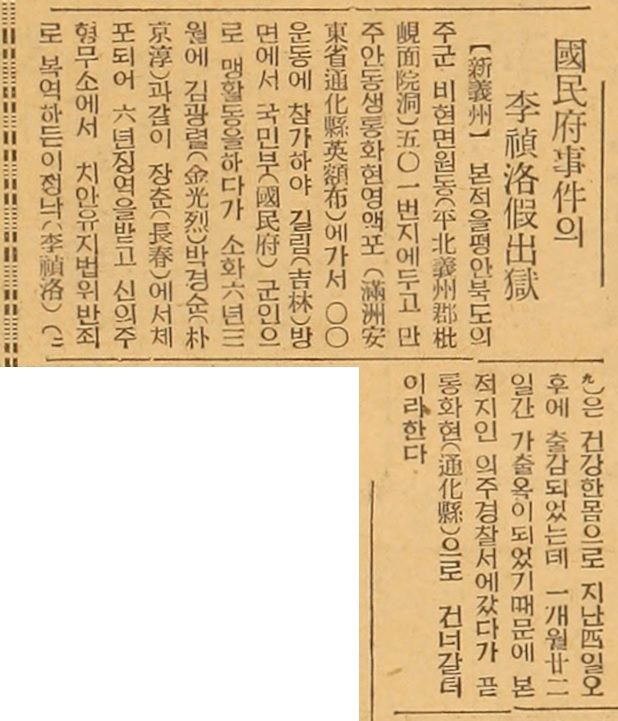
1930년 8월 19일자 국민부(國民府)내 공산주의자들의 탈퇴 선언문(脫退宣言文) : 길림(吉林) 주재 일본 총영사 대리(日本 總領事 代理)가 1930년 8월 27일자로 외무대신에게 올린 보고서.
- 국민부(國民府)를 탈퇴한 공산주의자들이 1930년 9월 10일자로 조선혁명군(朝鮮革命軍) 길강지휘부(吉江指揮部)를 창설할 당시의 조직표(組織表)와 내건 선언(宣言) 및 구호(口號) : 1930-09-17 일자 길림(吉林) 주재 일본 총영사의 외무대신앞 보고서.
- 1930-09-19 이종락(李鐘洛)과 오성륜(呉成崙)
- 1930년 11월 25일 이종락(李鐘洛) 등이 조선혁명군(朝鮮革命軍) 길강성지휘부(吉江省指揮部) 명칭을 폐지하고 조선혁명군 사령부(朝鮮革命軍 司令部)를 새로 조직한 후의 조직표(組織表) : 1930-12-10 일자 길림(吉林) 주재 일본 총영사의 외무대신앞 보고서.
- 이종락(李鐘洛)의 부하(部下)가 정신(鄭信, 1898 ~ 1930) 보관됨 2018-05-10 - 웨이백 머신을 중동선(中東線) 카륜(卞倫)역 부근에서 암살(暗殺)함 : 길림 주재 일본 총영사가 외무대신에게 올린 1930-12-27 일자 보고서.
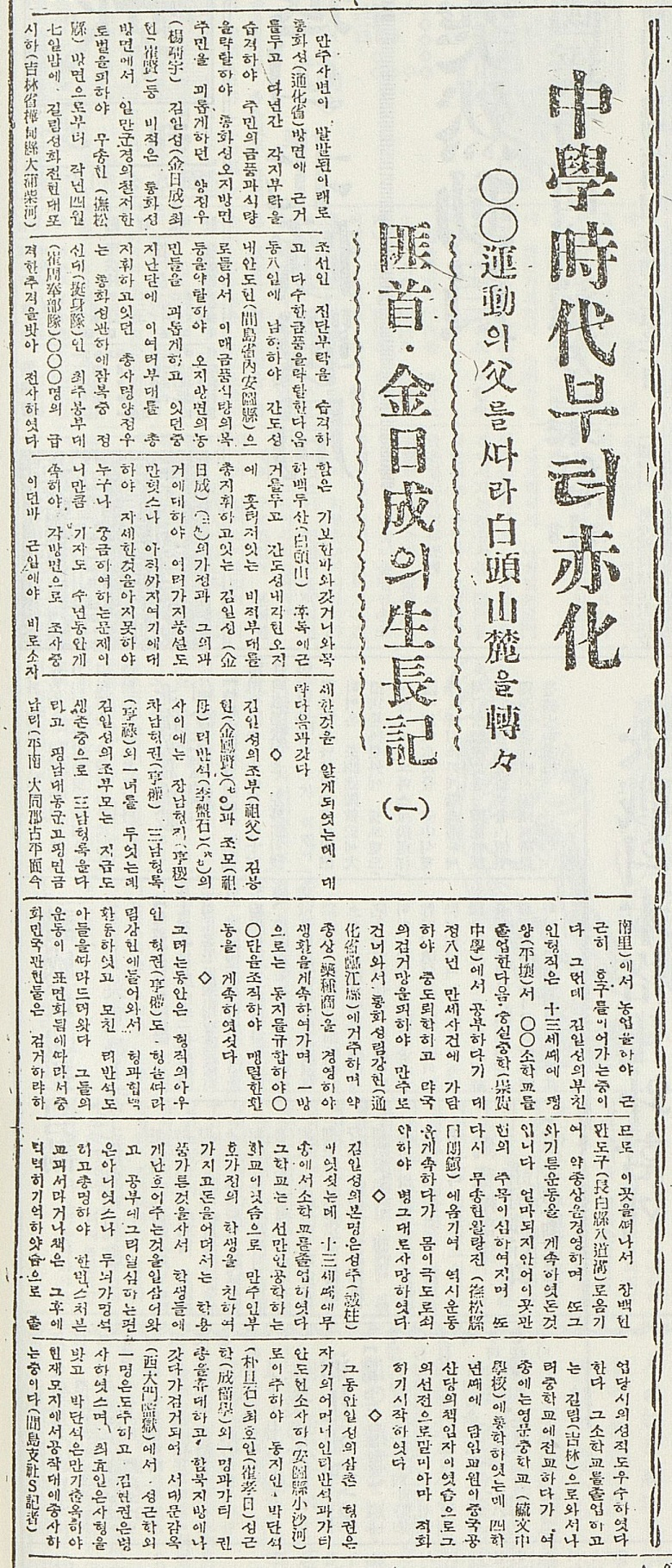
이종락(李鍾洛) 등이 1931년 1월 28일 구속되자 조선혁명군 사령부(朝鮮革命軍 司令部)는 와해된다. 잔존 세력이 1931년 3월 초에 세화군(世火軍)을 조직했다는 외사경찰보(外事警察報) 제124호(1932년 11월)의 기사. 1931년 3월 세화군(世火軍)의 군정위원회(軍政委員會) 위원으로 김성주(金成柱)가 나온다.
- 이종락(李鐘洛) 부하 김일성(金一成) 등 3명이 체포되었다는 동아일보 1931-03-26 일자 2면기사.
- 이종락(李鐘洛) 부하 김일성(金一成) 등 3명이 체포되었다는 동아일보 1931-05-04 일자 2면기사.
- 이종락 수사결과 발표를 보도한 1931년 4월 10일자 조선신문(朝鮮新聞) 기사. 사진은 왼편이 이정락(李貞洛) 즉 이종락(李鍾洛)이고, 오른편이 김영순(金永淳) 즉 김광렬(金光烈)이다.
- 이종락이 1936년 7월 4일 가출옥(假出獄)했다는 조선중앙일보 1936년 7월 9일자 기사.
- 《비수 김일성의 생장기(匪首 金日成의 生長記)》 만선일보(滿鮮日報) 1940년 4월 : 5회 연재

## 타도제국주의동맹(ㅌ.ㄷ)은김일성아닌 이종락이 조직
이종락이 화성의숙(華成義塾)에 다닌 시기는 1928년이라는 기록과 1929년이라는 기록들이 있어 확실하지는 않으나, 실제로는 화성의숙 개교 직후인 1925 ~ 6년 사이 1년 정도인 것으로 보인다.
주요 인물인 리종락(李鍾洛)이라는 리뎡락(李貞洛)은 소화 三년(1928년) 四월 정의부(正義府)에 가입하야 동부(同府) 경영인 길림 화성의숙(華成義塾)에서 一개년간 군사교육과 중국어를 전문연구하엿스며 그 후 국민부(國民府)로 개조되자 『타도○○○○주의』 (打倒○○○○主義)를 표방하고 선봉으로 리구(李球)를 수령으로 삼고서 청년 六百여명을 모집하고 一방 군자(軍資) 모집에 활동하엿스며 소화 五년(1930년) 三월 이통현(伊通縣)에서 『푸로과학연구회』와 『푸로레타리아동맹』을 조직한 바도 잇섯는데....

그는 북한 김일성의 청소년 시절 상관인데, 김일성이 화성의숙을 다닌 해가 1926년이므로, 함께 화성의숙을 다니다 알게 된 것으로 추정된다. 5년 연상인데다 상관이었던 그가 김일성의 화성의숙 후배일 가능성은 희박하다. 김일성 회고록에도 이종락과 박차석(朴且石)이 자기와 화성의숙을 같이 다녔다고 했다.
박차석과 리종락은 나와 화성의숙에도 같이 다니였고 《ㅌ.ㄷ》와 건설동지사도 같이 조직하고 조선혁명군을 꾸릴 때에도 같이 활동한 사람들이였습니다. 혁명을 몇해만 같이하면 형제나 다름없는 밀접한 관계를 맺게 됩니다. 그 두사람은 나와 혁명을 4∼5년동안이나 같이하였습니다.

박차석(朴且石)은 김일성의 삼촌 김형권 등과 함께 1930년 9월 함경남도 풍산군에서 군자금 모금활동을 하다 체포되어 10년 징역형을 받았다.
《ㅌ.ㄷ》는 타도제국주의동맹(打倒帝國主義同盟)으로 북한에서는 김일성이 1926년 화성의숙을 다닐 때 조직했다고 주장하나, 실제로는 1930년 전후 이종락이 조직한 것이다.
1930년 전후, 만주의 장춘(長春) 서쪽, 회덕현(懷德縣) 이통현(伊通縣) 일대의 한인 농촌은 이종락이라는 길흑농민동맹(吉黑農民同盟) 지배하에 있었는데, 이 동맹의 애초 목적은 반제운동이었고, 이를 일컬어 ‘ㅌ·ㄷ(타도제국주의동맹)’라고 불렀는데, 북한은 이를 김일성의 업적인양, 그것도 엄청난 수준으로 과장 선전 하고 있다.

《ㅌ.ㄷ》는 해방 직후 간행된 최형우(崔衡宇, 1905~1950)의 《해외조선혁명운동소사(海外朝鮮革命運動小史) 제1집(第一輯)》에 북한 김일성이 몇몇 동지들과 함께 1926년 조직했다고 나온다. 하지만 최형우는 김일성이 1930년말에서 이듬해 초까지 2~3개월간 회덕현(懷德縣) 오가자(五家子)에 머물 때 알던 사람으로, 1926년의 김일성의 행적을 알기 어렵다. 해방 후 그는 서울로 왔는데, 자신이 알던 김일성이 북한 권력자로 부상하는 것을 보고 잘 보이기 위해 자신의 책에 그를 미화하는 내용을 쓴 것으로 보인다. 최형우는 김일성과 친분이 있었음에도 북한으로 가지 않고 서울에서 머물다, 6.25 때 인민군에 붙잡혀 처형당했다. 북한에서는 뒤늦게 최형우의 책이 김일성 우상화에 유용한 것을 알고, 김일성 사망 직전인 1993년에 그를 복권시켰다.
같은 책 p.25에서 최형우는 이종락이 국민부를 탈퇴하고 만든 군사조직 조선혁명군 길강지휘부를 국민부 산하 조선혁명군과 혼동하도록 같은 이름으로 표기했을 뿐만 아니라, 이종락이 체포된 시기를 1931년 1월 아닌 1928년 겨울이라고 잘못 적고 있어서 책 내용의 정확성에 상당한 문제가 있다.
허동찬(許東粲, 1932 ~ )은 「ㅌ·ㄷ」와 관련한 최형우의 책 내용을 북한이 변조 인용하여 김일성 미화에 이용하고 있는 점을 아래와 같이 밝히고 있다.
- 최형우(崔衡宇, 1905~1950)의 《해외조선혁명운동소사(海外朝鮮革命運動小史)》 제1집(第一輯)의 김일성 관련 기록. pp.29~30.
- 새전기 「세기와 더불어」 허동찬씨의 분석 (신고 김일성자서전 연구:34) 서울신문 1993-02-04

⑴ 최형우는 타도제국주의동맹(ㅌ·ㄷ)의 결성장소가 이통현(伊通縣)과 회덕현(懷德縣) 사이 즉 이·회간(伊·懷間)이라고 하였다.그는 이 장춘(長春) 서교(西郊)에서 교원을 하고 독립운동도 하고 있었다. 그러한 그는 당시 목격한 바를 그대로 그의 책에 쓴 것이다.
그런데 김일성은 이 「ㅌ·ㄷ」의 결성장소를 제멋대로 이·회간의 동남쪽에 있는 화전현성(樺甸縣城)으로 바꾸어 버렸다. 장춘에서 철도를 타서 반석으로 3백㎞, 거기서 다시 도로로 65㎞ 가야 겨우 다다를 수 있는 화전현성에 그는 「ㅌ·ㄷ」을 일부러 끌고 온 것이다.
⑵ 최형우는 위의 문장에서 「ㅌ·ㄷ」이 마치 1926년에 결성된 것처럼 쓰고 있다. 그러나 그가 회덕현 오가자에 있었던 것은 1930년의 일이고 그가 이곳에서 김일성과 만난 해도 30년이다. 한편 김일성은 26년에는 무송과 화전 이외에 간 일이 없었다. 따라서 최형우가 쓴 26년이란 30년을 잘못 계산하여 적은 오기에 불과하다.
그런데 김일성은 이 최형우의 어쩌면 단순한 잘못을 최대한으로 악용하여 26년 그가 화성의숙에 있을 때 「ㅌ·ㄷ」이 결성된 것으로 사실을 왜곡하였다.
⑶ 당시 이·회간에서 활동하고 있었던 사회적 중견의 한 사람이었던 최형우는 「ㅌ·ㄷ」를 결성한 인물은 장기명(張基明)·이정락(李貞洛)·현균(玄均)·김혁(金赫)·최천(崔泉)·문시선(文時宣) 등과 김일성·이(李)·계(桂) 양인이었다고 증언하였다. 그런데 김일성은 「화전의 ㅌ·ㄷ」을 날조하기 위하여 「이·회간의 사회적 중견」들을 모두 집어치워 버렸다.
○동지이름 처음 밝혀
김일성은 이 날조된 「ㅌ·ㄷ」에도 있어야할 「동지」의 이름에 대하여서는 그 발표시기를 가늠하고 있었다고 이번 회고록에서 처음으로 밝히게 되었다. 최창걸 김리갑 이제우 강병선 김원우 박근원 이종락 박차석 등이 「화전의 ㅌ·ㄷ」성원이었다는 것이다<주⑤>.
김일성은 「이·회간의 ㅌ·ㄷ」을 소재로 하여 「화전의 ㅌ·ㄷ」를 날조하는데 있어서 이상과 같이 역사와 최형우에게 난도질을 하였다.

<주⑤>「세기와 더불어 1」 1백66면

위에 나오는 이정락(李貞洛)은 이종락의 본명이며, 최천(崔泉)은 최일천(崔日泉) 즉 최형우(崔衡宇, 1905~1950) 본인이다. 장기명(張基明)은 장소봉(張小峰, 蘇峰)으로도 불리는 인물이며, 문시선(文時宣)도 김일성의 회덕현 오가자 시절에 연고가 있는 인물로 거론된다.
또 「ㅌ·ㄷ」의 결성시기는 최형우의 책 해당 절의 처음에 나오는 1926년이 아니라, 뒤에 나오는 김일성이 19세 때라 한 것이 문맥에 맞으며, 1930년으로 보는 것이 타당할 것이다.
「ㅌ·ㄷ」와 관련하여 최형우가 거론한 인물들 중에는 이정락(李貞洛) 즉 이종락이 가장 중심인물로 보이며, 19세의 김일성과 최형우(최천) 본인도 같이 조직에 들어 있으므로 연대도 두 사람이 오가자에 같이 있었던 1930년이라고 보는 것이 타당하다.
아래의 내용도 참고가 된다.
- 서재진, 김일성 항일무장투쟁의 신화화 연구 연구총서 06-11 (통일연구원, 2006년 12월 26일) pp.60~61 (pdf : pp69~70)

와다 하루키에 의하면 조선혁명군 길강지휘부의 다른 이름이 타도제국주의동맹(ㅌ·ㄷ동맹)이다. 1931년 3월 17일자 중공  남만특위 보고는 反국민부 세력 가운데 제3세력을 막 형성하고 있는 것으로서 고유신파, 프로동맹, 타도제국주의 동맹의 세개를 들고 있는데, 이 제3의 조직에 관해 다음과 같이 서술하고 있다.
“타제동맹은 국민부 군인 속에서 분화해온 일부가 조직한 것이다. 그 중심지도자는 리종락이며 근거지는 반석 북부, 고유수 길강 노선, 회덕현 등이다. 800여호의 조선농민에, 20여명의 무장이 있다. 지난해 12월 당 특파원이 해결하려고 한 적이 있었으나 해결하지 못하였다. 올해 2월 리종락 등 4명이 일제에 붙잡혔다. 이 타제동맹은 대중의 역량과 사상에서 프로동맹에 미치지 못한다. 그러나 무장은 그들보다도 강력하다.80
김일성이 1926년에 조직하였다는 ㅌ·ㄷ동맹은 사실은 이종락이 조직한 것이며, 김일성은 당시 화성의숙때 친하게 지내던 이종락의  ㅌ·ㄷ동맹을 자기가 한 것으로 왜곡한 것이다.

주80 : 楊昭全, 李鐵環編, 『東北地區朝鮮人革命鬪爭資料匯編』, (심양 : 요녕민족출판사[瀋陽 遼寧民族出版社], 1992), p.727.

## 계기화(桂基華)의 회고
계기화(桂基華, 1910~2002)는 1930년대에 조선혁명군 대원으로 있었으며, 이종락과는 소학교 동창이라고 한다. 그가 쓴 회고록에 이종락에 대한 언급이 많이 나온다. 이종락은 독실한 기독교 집안 출신으로, 본인도 공산주의에 물들기 전에는 독실한 신자였다고 한다.
계기화에 의하면 이종락은 체포되어 6년형을 살고 나왔다고 하면서 그의 출옥시기를 1935년 7월이라 했다. 그러나 그는 1936년 7월 4일 가출옥(假出獄) 했다. 계기화가 기억하는 연대는 정확하지 않은 것이 다수 있다. 이종락은 출소 직후 전향하여 적대했던 국민부 산하 조선혁명군 측과 다시 접촉하며 귀순도 권고했던 것으로 보인다. 하지만 조선혁명군 측은 이종락의 말을 신뢰하지 않았던 것같다.
- 계기화(桂基華), 자료(資料) Ⅰ : 삼부(三府)ㆍ국민부(國民府)ㆍ조선혁명군(朝鮮革命軍)의 독립운동(獨立運動) 회고(回顧) 한국독립운동사 연구 제1호 부록(附錄), (독립기념관 한국독립운동사연구소, 1987년) pp.433~435

 1935년 음력 6월말(末)경 전국민부(前國民府) 오중대장(五中隊長)이였던 이종락(李鍾洛)(국민부반대파(國民府反對派), ML당(黨) 이진탁일파(李振鐸一派)로서 중동선방면(中東線方面) 김좌진장군(金佐鎭將軍) 순국후(殉國後) ML당(黨)의 마수(魔手)에서 신민부(新民府) 지반(地盤)을 확보하려고 국민부(國民府)에서 제오중대(第五中隊)를 파견(派遣)하였던바 그지방(地方)에 잠입(潛入)하여 암약(暗躍)하던 장소봉일파(張小峰一派)에게 설득(說得)되여 공산군(共産軍)으로 돌변(突變)하는 바람에 국민부(國民府)에서는 일개중대(一個中隊)를 공산당(共産黨)에게 넘겨준 결과(結果)가 되고 몇개월후(個月後)에 일경(日警)에게 체포(逮浦)되여 육년형(六年刑)을 치르고 출옥(出獄)한 자(者)임) 이 일경(日警)에게 체포되여 육년(六年)의 옥고(獄苦)를 치르고 출옥(出獄)하여 필자(筆者)의 인근부락(隣近部落)인 통화현(通化縣) 영액포촌(英額布村) 자기부모(自己父母)의 집에 와서 이주가량(二週可量) 옥고(獄苦)를 풀면서 필자(筆者)가 집에 와있다는 말을 듣고 찾어왔음으로 소학시절(小學時節) 동창(同窓)이기도 하여 그동안 얼마나 옥고(獄苦)에 시달렸냐며 오래만이니 주회(酒會)를 하면서 이런저런 설왕설래(說往說來) 하던중(中), 종락(鍾洛)이 말이 지금(至今)은 동양(東洋)에서 일본(日本)을 누를 자(者)는 없으니 죽지 못할 바에는 차라리 협력(協力)하여 조금이라도 편(便)히 사는 것이 당연(當然)하지 않겠느냐면서 자기(自己)가 길장방면(吉長方面)에 있을 시(時)에 친구인 장소봉(張小峰)(ML당(黨)으로서 일경(日警)에 귀순(歸順)한 주구(走狗))외(外) 몇몇 친구와 흥경(興京) 서세명가(徐世明家)에서 국민부당군합동(國民府黨軍合同)회의중(中) 체포되였다가 출옥(出獄)한 전국민부(前國民府) 부사령(副司令)이였던 장세용등(張世勇等)이 종락자신(鍾洛自身)이 출옥(出獄)하는 날 형무소문(門) 앞에 와서 기다리다 자신(自身)이 출옥하는 즉시(卽時) 봉천(奉天)으로 동행(同行)하여 조혁군(朝革軍) 귀순(歸順)문제를 이야기함으로 이자신(李自身)도 찬동(讚同)하고 장세용(張世勇) 장소봉등(張小峰等)과 같이 조혁군하산문제(朝革軍下山問題)를 주도(主導)하는 일본인(日本人) 낭인(浪人) 화전경(和田莖)(만주국협화회(滿洲國協和會)를 조직(組織)한 자(者))이란 자(者)를 대면(對面)하여 공작(工作)에 대(對)한 이야기를 하던 중(中), 화전(和田)의 말이 당신들이 상대방(相對方)에게 제시(提示)할 하산조건(下山條件)은 무었이냐며 반문(反問)함으로 장소봉(張小峰)등의 대답(對答)이 어느 농장(農場)에나 보내여 농사(農事)를 짓게 하는 외(外)에 무슨 조건(條件)이 있겠느냐고 대답(對答)한즉 몇사람을 상대(相對)하는 일이라면 가능(可能)하지만 적어도 수백명(百名)의 무장집단(武裝集團)을 하산(下山)시키려면 조건(條件)이 틀렸다면서 그 집단(集團)은 만주 비적집단(集團)처럼 금전(金錢)이나 탐내여 고생(苦生)하는 집단(集團)의 아니고 사상(思想)과 정치적(政治的)으로 행동(行動)하는 집단(集團)이니만치 정치적(政治的)으로 조건(條件)이 충족(充足)되지 않으면 하산공작(下山工作)에 나섯던 당신들에게도 큰불행이 닥칠것도 각오(覺悟)하고 입산(入山)해야 된다면서, 화전자신(和田自身)에게 복안(腹案)이 있는데 지금(至今) 일본(日本)이 만주(滿洲)를 점령하여서 모든 국가권력(國家權力)을 일인(日人)이 쥐고 좌지우지(左之右之)하는 것이 사실(事實)이지만 그렇다고 하여 일본(日本)의 국방(國防)이 안전(安全)하여진 것은 아니며 일본(日本)의 국방(國防)의 초점은 쏘련이다 하로라도 빨리 만주치안(滿洲治安)만 안정(安定)되면 쏘련연해주(沿海洲)를 점령하여야 되는데 연해주(沿海洲)를 점령하여서는 순 조선민족국가(朝鮮民族國家)를 건설(建設)하여 주어서 나라없는 설음을 씻어주고 모든 국가권력(國家權力)을 일인(日人)이 관여(關與)치 않고 조선인자체(朝鮮人自體)에 맡겨서 자기(自己)의 생존권(生存權)을 확보키 위하여서도 쏘련과 항거(抗拒)할 것이 자연지사(自然之事)가 않이겠느냐면서, 조혁군(朝革軍)을 하산(下山)식히는 즉시(卽時) 만주국(滿洲國)경찰유격대로 개편(改編)식혀 공산당토벌을 하고 그들의 가족전원(家族全員)은 만주개척사(滿洲開拓社) 농장(農場)에 보내여 영농(營農)케한다 이 사업(事業)을 실천(實踐)하는데 있어서 일호(一毫)의 차이(差異)도 없다는 것을 일본낭인(日本浪人)의 신의(信義)로 보장한다(이상(以上)은 조혁군하산(朝革軍下山)에 대(對)한 화전(和田)의 복안조건(腹案條件)임)는 조건(條件)과, 토벌군(討伐軍)을 맛나도 무사통과(無事通過)할 수 있는 증명서(證明書)를 필자(者)에게 보이며 동행입산(同行入山)할 것을 요구(要求)함으로, 필자(筆者)의 말이 너는 이미 전과(前過)를 다 치럿고 안전(安全)한 증명도 소지(所持)하였으니 범이 나래가 돛인 격이지만 네가 아는바 우리부자(父子)는 왜놈의 기록(記錄)에 기명(記名)되여 있는 몸으로 붓잡히면 그 자리에서 결단이 나는 형편(形便)이며 재산자(在山者)들의 의사(意思)도 불지(不知)하고 입산(入山)하엿다가 가슴에 총혈(銃穴)이나 뚤리울 일은 생각(生覺)도 못할 일이며 지금(至今) 산곡(山谷)에는 집도 사람도 없으며 그저 산(山)에서 산(山)으로 목적(目的)과 방향(方向)이 없는 이동(移動)을 매일(每日) 하는 형편(形便)이니 행로(行路)를 알 수가 없고 산근처(山近處)부락에 가서 탐문(探問)하여 가는 도리외(道理外) 없다고 하니, 시간(時間)이 길어저서 주회(酒會)를 폐(閉)하고 이(李)는 귀가(歸家)하였으며, 이(李)도 본래(本來)는 독실한 기독교도(基督敎徒)였고 그의 가족(家族)은 기당시(其當時)에도 독실한 기독교인(基督敎人)들이였는데 이(李)만이 사회(社會)에 뛰여나가 붉은 물이 들고 감옥에서 나오는 즉시(卽時) 왜(倭)의 백색주구(白色走狗)들과 더불어 남은 청춘(靑春)을 끝내 망첫다. 이것이 이(李)가 출옥(出獄)하여와서 필자(筆者)와 처음 주고받은 말이였다. 몇날 후 이(李)의 동생(同生)을 맛나서 입산(入山)하려 갓다는 말을 들었으며 십(十)여일 후(後)에 이(李)가 입산(入山)하였다가 귀가(歸家)하는 길에 필자(筆者)의 집에 들려서 활석(活石) 쇠추(釗秋) 두 사령(司令)이 안부(安否)전하면서 신발을 많이 보내주어서 감사하다면서 그저 피신 잘하라고 부탁하더라기에, 필자(筆者)가 입산(入山)하였던 일은 어떠게 되였는가 물으니 단도직입적(短刀直入的)으로 그 말을 할수가 없어 더운 여름이라 나무아래 앉아서 과거현실(過去現實)을 이야기하며 암시적(暗示的)으로 이야기하니 긍정도 부인(否認)도 하지 않엇다면서 이일간(二日間) 이슬나리는 나무아래서 동숙(同宿)하다 떠나오려고 하면서 다음에 오겠다고 하니 꼭오라고 말하였다고 하였음. 이것이 필자(筆者)와 이종락(李鍾洛)이 이 세상(世上)에서 마지막 대화(對話)였다.

조선혁명군(朝鮮革命軍)의 마지막 총사령 김활석(金活石)과 문무경(文武卿) 등 및 조선혁명정부 간부 대다수는 1937년 4월 일제에 귀순하고, 휘하 4백명이 무장을 해제하였다. 조선혁명군은 이때 사실상 궤멸된 것으로 보아야 할 것이데, 가출옥한 이종락의 설득에 영향을 받았을 수도 있다.
- 國境凱歌, 廿年の抗日を捨て文武卿歸順, 配下四百名も武裝を解除, 朝鮮革命軍潰滅す 경성일보(京城日報) 1937년 4월 16일 7면 4단

## 김일성귀순공작 관련 자료
- 《비수 김일성의 생장기(匪首 金日成의 生長記)》 만선일보(滿鮮日報) 1940년 4월 (5회 연재) : 원문 텍스트

《비수 김일성의 생장기(匪首 金日成의 生長記)》 만선일보(滿鮮日報) 1940년 4월 (5회 연재) : 이미지
- 김창영(金昌永) 반민족행위특별조사위원회 자료 (반민특위 조사 기록) 1949년 4~5월 : 한국사데이터베이스

김창영 반민족행위특별조사위원회 자료  >   피의자신문조서(제2회) 1949년 4월 19일
문 귀순공작의 계획 내용을 대략 말하라.

답 吉林省 敦化縣진한장[陳翰章](양정우 부하 제5사단장)의 귀순공작 실패의 전례에 鑑하여 김일성 귀순공작은 특히 신중히 고려할 필요가 有하다고 생각하고, 前 양정우 부하 제1사단장 최주봉[崔冑峯](旣 귀순자)과 김일성의 상관이던 前 중대장 이종락[李宗洛](귀순 후 사망), 김일성 親友(在 平壤) 박차석[朴且石] 3인과 협의한 후 第一着으로 通化省 撫松縣, 濛江縣 등의 현지에 출장하여 前記 이종락, 박차석으로 하여금 김일성 부대의 잠복하였을 듯한 산간 촌락 일원을 순회하며 該 2인의 서신과 사진 등을 살포하여 김일성과의 연락을 취하였던바, 약 2개월 후에 濛江縣 頭道花園이라는 촌락에 거주하는 滿人 농부를 이용하여 김일성 부대로부터 返信이 왔었습니다.

문 전술한 김일성이라는 자는 현재 어디 있는가.

답 현재 평양에 있는 김일성으로 인정합니다.

문 박차석 등이 순회 살포하였던 서신과 사진은 어떤 내용이었던가.

답 면회를 요청하는 서신과 이종락, 박차석 등의 實貌를 증명하는 2인 合撮한 사진(4절판)이었습니다.

문 어느 때 何處에서 누구와 회견하였는가.

답 敵政 소화 15년[1940] 1월 중순 김일성으로부터 회신이 있은 수일 후 이종락 지시에 의하여 前記 滿人 농부의 안내로 김일성의 지시 장소인 頭道花園 남방 약 5리 지점 산중을 향하여 박차석이 단신으로 들어가 김일성 이하 2개 중대 약 120명과 1박하며 직접 김일성과 회담을 시켰습니다.

문 박차석과 김일성의 회담 내용은 무엇이었던가.

답 박차석으로부터 三江省 귀순공작의 4대 조건을 설명한 外 혁명 대상은 초목이 아니라 인간이니 하산하라는 의미와 귀순 후 특별한 조처로 외국 유학을 알선한다는 등의 조건을 들어 귀순을 역설하였던바, 김일성으로부터 귀순의 의사를 표시하며 2대 조건을 요구하여 왔었습니다.

문 2대 조건은 무엇이었던가.

답 제1은 귀순공작의 책임자인 김창영(피의자)을 間島省 혹은 通化省의 省長으로 임명하여 귀순 후 장구히 一同의 신변을 보장할 것과 제2는 同省 내 적당한 지역을 택하여 귀농생활을 하되 일반 행정에 대하여는 만주국법에 전반적으로 순응하나 치안과 경비에 대하여서만은 정부에서 간섭치 말고 귀순부대에 일임하여 줄 것 등이었습니다.

문 上記 2대 조건에 대하여 조처 如何.

답 본인은 산중으로부터 돌아온 박차석과 이종락 등에게 2대 조건의 부당성을 말하고 무조건 귀순 후 매사를 타협적으로 진행할 것을 지시한 후, 前記 이종락으로 하여금 김일성을 再회견케 하고 귀순공작을 계속키 위하여 前記 산중으로 입산시켰습니다.

문 산중에 잠복한 김일성 부대의 내용은 如何.

답 파견원 박차석의 보고에 의하면 산중에는 천막 4개에 分하여 120명이 포진하고 있었는데 조선인 약 40명, 滿人 약 80명의 2개 중대였고, 제7단장은 滿人 손장상[孫長祥]이며, 제8단장은 조선인 최현[崔賢]이었다고 들었습니다.

문 이종락 입산 후 결과 如何.

답 김일성 부하 중대장급으로 있다가 長白縣에서 귀순한 滿人 이자평[李子平]의 말에 의하면 이종락 입산 翌日 마침 軍長 양정우가 약 400명 부하를 인솔하고 該 산중에 來到하여 이종락을 납치하고 김일성에게 대하여는 귀순공작원(前記 박차석, 이종락)과의 연락한 것을 大怒 문책하고, 즉시 김일성 부대의 全軍을 장백현으로 이동을 命하였다고 합니다.

문 其後에 공작은 如何.

답 前記 이자평의 진술에 의하여 공작이 不順함을 깨달은 外에 당시 관동군대서[大西] 대좌가 1개 대대를 인솔하고, 김일성 토벌의 특명을 받아 장백현에 來着하였기에 同 공작은 전부 단념하고 말았습니다.

문 김일성에 대한 귀순공작은 그 후에 어느 때에 다시 시작하였던가.

답 본인은 관계한 일이 없고, 各省 各縣 단위로는 귀순공작을 계속한 지방도 있어서 순회 위문한 일이 있습니다.

1940년 1월 중순 귀순 협상 중재차 김일성 부대에 들어갔던 이종락은 보고를 받고 들이닥친 김일성의 상관 양정우(楊靖宇)에게 붙잡혀 총살 당하고, 양정우 본인도 한달여 뒤인 1940년 2월 23일 전사했다.
- 이기건(李奇建, 1919 ~ 2001, 《내가 아는 北傀政權 裏面史 : 金日成歸順 特別工作隊 이야기》 『時事』 58 (內外問題硏究所, 1968.7) pp.93~94

- 김일성 회고록 《세기와 더불어 7권 (계승본)》 제19장 시련의 언덕을 넘어

7. 리보익 할머니
8. 남패자의 수림속에서

## 참고 자료
- 이종락(李鍾洛) 한국역대인물종합정보시스템, 한국학중앙연구원

1935년에 최종륜(崔宗崙)을 귀순시켰다는 말은 사실이 아니다. 최종륜은 1937년에도 조선혁명군으로 활동하고 있다.
- 韓國革命軍李鍾洛金光烈等의 被捕 中央日報 [南京] 1931-02-07 : 공훈전자사료관
- 이정락 (李貞洛) : 한국근현대인물자료 한국사데이터베이스

이 내용의 원문은 아래 문건이다.
- 奥平康弘(1929-2015) 編集・解題, 《昭和思想統制史資料》 1~28권 (東京, 生活社, 1980.6)

오쿠다이라 야스히로(奧平康弘, 1929-2015) 편, 《소화사상통제사자료(昭和思想統制史資料)》 24권 (영인본 서울 : 高麗書林, 1989) p.198[원자료:p.36].
特輯第十号 (昭和十五年二月)

北支地方に於ける要視察(容疑者を含む)

朝鮮人の概況(昭和十四年六月末現在)

............

北支管內鮮人要視察(容疑者を含む)人略名簿

(北京) 朝鮮民族獨立黨

本籍 平北義州郡批峴面院洞

住所 北京宣武門外北半截胡同一七號

無職

李貞洛(明治四十年生)

一、本名は昭和四年滿洲國通化縣華成義塾一年修了中退せるも其の頃より共産主義を研究し朝鮮革命軍に加入工作中

昭和六年一月新京に於て懲役六ヶ年に處せられ昭和十一年七月出獄し滿洲國協和會に入り共産匪の歸順工作中

二、昭和十三年八月渡支北京に來住中なるも定職なく言動依然民族主義抱持を物語り居り本名の行動嚴重監視中

- 화전현 화성의숙 세계한민족문화대전

화성의숙(華成義塾) 터 국외독립운동사적지 : 독립기념관
- 조선형무소사진첩(朝鮮刑務所寫眞帖) 경성형무소(京城刑務所), 1924 : 대구광역시립중앙도서관 / 일본 국회도서관

신의주 형무소 전경(新義州 刑務所 全景), 공장과 감방(工場及監房)
1931년 1월 체포된 이종락이 징역형을 살았던 신의주 형무소의 사진

## 같이 보기
- 남만한인청년총동맹
- 조선혁명군 길강지휘부
- 조선공산청년회
- 김일성
- 양정우(楊靖宇, 1905~1940)
- 김형권
- 박차석
- 김창영